# Rosa gran-canariae
Rosa gran-canariae es una especie de planta del género Rosa, de la familia Rosaceae.

## Taxonomía
Rosa gran-canariae fue descrita por P. Vargas y Nogales en 2024.

## Distribución
Se encuentra en el territorio de islas Canarias.